# Сусован Сону Рой
Сусован Сону Рой — індійський бенгальський танцюрист і актор, який розпочав свою кар’єру як танцюрист. Він відомий своєю роллю в кількох телешоу Aakash Aath серії Anandamoyee Maa, Korapakhi, Titli та багато іншого.

## Кар'єра
Він виріс у Гувахаті і Колката і навчався в Калькутті в коледжі Дум Дум Мотіджхіл Рабіндра Махавідьялая, який є частиною Державного університету Західної Бенгалії. Після закінчення навчання у 2016 році виступав як танцюрист. Також виступав у кількох живих шоу.
Як актор з 2019 року він знімався в серіалах Західної Бенгалії. Він вперше з'явився в серіалі Anandamoyee Maa режисера Дебідаса Бхаттачарії, який розповідав історію з бенгальської міфології. Там він зіграв послідовника Вішну. Серіал транслювався на телеканалі Аакаш Аат. У мильній опері Kora Pakhi, який працює Star Jalsha з 2020 року і далі Disney+ Hotstar, там він зіграв негативного журналіста. Далі була поява в серіалі Mohor, серія, яка триває Star Jalsha з 2019 року, а також на Disney+ Hotstar. Там він зіграв образ медійника. Jamuna Dhaki, романтичний драматичний серіал, який виходив з 2020 по 2022 рік, перший на Zee Bangla, потім далі ZEE5, в якому він грав сусіда. Знову в Titli який працює Star Jalsha з 2020 по 2021 рік і далі Disney+ Hotstar, де він зіграв персонажа готелю. За цим послідувало Khelaghor драматичний серіал, який також працює Star Jalsha з 2020 по 2022 рік і далі Disney+ Hotstar, де він зіграв персонажа негативного студента коледжу.

## Фільмографія
| рік  | Показати        | Канал       | Примітки              |
| ---- | --------------- | ----------- | --------------------- |
| 2019 | Anandamoyee Maa | Aakash Aath | Відданий Вішну        |
| 2020 | Kora Pakhi      | Star Jalsha | Офіс Колега Журналіст |
| 2020 | Mohor           | Star Jalsha | Медійна особа         |
| 2020 | Titli           | Star Jalsha | Персонал готелю       |
| 2020 | Jamuna Dhaki    | Zee Bangla  | Сусідка               |
| 2021 | Khelaghor       | Star Jalsha | Студент               |